# Präsidentschaftswahl in Ungarn 2024
Die Präsidentschaftswahl 2024 in Ungarn fand am 26. Februar 2024 im ungarischen Parlament in Budapest statt. Der Präsident Ungarns wird in einer indirekten und geheimen Wahl von den Parlamentsmitgliedern für eine Amtszeit von fünf Jahren gewählt. Die Wahl war angesetzt worden, nachdem die amtierende Präsidentin Katalin Novák im Februar 2024 ihren Rücktritt bekannt gegeben hatte.

## Hintergrund
Am 10. Februar 2024 kündigte die damalige Präsidentin Katalin Novák ihren Rücktritt an, da sie durch eine umstrittene Begnadigung in die Kritik geraten war. Die oppositionellen Parteien DK, Jobbik, Momentum, MSZP und Párbeszéd stellten keinen Kandidat zur Wahl auf und zogen sich vor der Abstimmung aus dem Sitzungssaal zurück. Die Wahl des einzigen parteilosen Kandidaten Tamás Sulyok galt als sicher, da die Parteien Fidesz und KDNP gemeinsam über die nötige Zweidrittelmehrheit im Parlament verfügten.

## Kandidaten
- Tamás Sulyok (parteilos). Unterstützt von Fidesz und KDNP.

## Ergebnis des ersten Wahlgangs
146 abgegebene Stimmzettel (100 %)
139 gültige Stimmen (95,20 %)
7 leere sowie ungültige Stimmzettel (4,80 %)
134 Stimmen für Sulyok (96,40 %)
5 Stimmen gegen ihn (3,60 %)
Damit wurde Tamás Sulyok im ersten Wahlgang zum Präsidenten gewählt. Er trat sein Amt am 5. März 2024 an.